# Fernando Barceló
Fernando Barceló Aragón (Huesca, 6 januari 1996) is een Spaans wielrenner die anno 2022 rijdt voor Caja Rural-Seguros RGA.

## Carrière
Als junior werd Barceló in 2014 nationaal kampioen tijdrijden. Een jaar later werd hij elfde bij de beloften.
In juni 2017 werd Barceló vierde in het door Isaac Cantón gewonnen nationale kampioenschap op de weg voor beloften. Vanaf eind juli mocht hij stage lopen bij Cofidis, Solutions Crédits. Zijn eerste profcontract tekende hij echter bij Euskadi Basque Country-Murias. In zijn eerste seizoen bij de Baskische ploeg won hij het bergklassement in de Ronde van de Haut-Var en, namens de Spaanse nationale selectie, een etappe in de Ronde van de Toekomst. In 2019 nam hij deel aan de Ronde van Spanje, waarin een derde plek in de door Philippe Gilbert gewonnen twaalfde etappe zijn beste klassering was. Barceló sloot zijn seizoen af met een twaalfde plek in Parijs-Tours.

## Overwinningen
2014
 Spaans kampioen tijdrijden, Junioren
2018
Bergklassement Ronde van de Haut-Var
9e etappe Ronde van de Toekomst

## Resultaten in voornaamste wedstrijden
| Jaar | Ronde van Italië | Ronde van Frankrijk | Ronde van Spanje |
| ---- | ---------------- | ------------------- | ---------------- |
| 2019 |                  |                     | 95e              |
| 2020 |                  |                     | opgave           |
| 2021 |                  |                     | 89e              |
| 2022 |                  |                     |                  |
| 2023 |                  |                     | 48e              |
| 2024 |                  |                     |                  |

| Jaar | Amstel Gold Race | Luik-Bast.‑Luik | Ronde van Lombardije | Clásica San Sebastián | Parijs-Tours | Waalse Pijl |
| ---- | ---------------- | --------------- | -------------------- | --------------------- | ------------ | ----------- |
| 2019 |                  |                 |                      | 69e                   | 12e          |             |
| 2020 |                  | 109e            | opgave               |                       |              | 121e        |
| 2021 | 43e              | 44e             |                      | 66e                   |              | 34e         |
| 2022 |                  |                 | opgave               | opgave                |              |             |
| 2023 |                  |                 |                      | 71e                   |              |             |
| 2024 |                  |                 |                      | opgave                |              |             |

## Ploegen
- 2017 –  Cofidis, Solutions Crédits (stagiair vanaf 28 juli)
- 2018 –  Euskadi Basque Country-Murias
- 2019 –  Euskadi Basque Country-Murias
- 2020 –  Cofidis
- 2021 –  Cofidis
- 2022 –  Caja Rural-Seguros RGA
- 2023 –  Caja Rural-Seguros RGA
- 2024 –  Caja Rural-Seguros RGA
- 2025 –  Caja Rural-Seguros RGA

Bagot · Bonnafond · N. Bouhanni · R. Bouhanni · Chetout · Claeys · Cousin · Edet · Godon · Hofstetter · Laporte · Le Turnier · Lemoine · Maté · Navarro · Perez · Rossetto · Sénéchal · Simon · Soupe · A. Turgis · J. Turgis · Van Genechten · Van Staeyen · Vanbilsen · Venturini · Barceló (stagiair) · Lafay (stagiair) · T. Turgis (stagiair)
Aberasturi · Aristi · Bagües · Barceló · Barrenetxea · Barthe · Bizkarra · Bravo · González · Irizar · Iturria · Loubet · Prades · Ó. Rodríguez · S. Rodríguez · Sáez · Samitier · Sanz · Txoperena · Udondo
Aristi · Bagües · Barceló · Barrenetxea · Barthe · Berrade · Bizkarra · Bravo · González · Intxausti · Irizar · Iturria · López-Cózar · Ó. Rodríguez · S. Rodríguez · Sáez · Samitier · Sanz · Udondo · Viejo
Allegaert · Barceló · Berhane · Claeys · Consonni · Edet · Finé · Haas · Hansen · Jesús Herrada · José Herrada · Lafay · Laporte · Le Turnier · Lemoine · Martin · Maté · Mathis · Morin · Perez · Périchon · Rossetto · Sabatini · Touzé · Vanbilsen · Vermote · A. Viviani · E. Viviani  · Prodhomme (stagiair) · Zanoncello (stagiair)
Allegaert · Barceló · Berhane · Bohli · Carvalho · Champion · Consonni · Drucker · Edet · Fernández · Finé · Geschke · Haas · Jesús Herrada · José Herrada · Lafay · Laporte · Martin · Morin · Perez · Périchon · Rochas · Sabatini · Sajnok · Vanbilsen · A. Viviani · E. Viviani · Wallays · Toumire (stagiair) · Zingle (stagiair) · Lebreton (stagiair)
Amezqueta · Aular · Bagües · Barceló · Barrenetxea · Calle · Cepeda · Cuadros · Etxeberria · García · González · Johnston · Lastra · Leitão · Martín · Murguialday · Nicolau · Nieve · Pira · Prades ·Schlegel  · Balderstone (stagiair) · López de Abetxuko (stagiair) · López (stagiair)
Amezqueta · Aular · Babor · Balderstone · Barceló · Barrenetxea · Bárta · Cepeda · Etxeberria · García · González · Hailemichael · Johnston · Leitão · López · Martín · Murguialday · Nicolau · Pira · Prades ·Schlegel  · Sorarrain (vanaf 31/7) · Guardeño (stagiair) · Ibañez (stagiair) · Silva (stagiair)
Arriola-Bengoa · Aular · Babor · Balderstone · Barceló · Bárta · Berwick · Cepeda · Etxeberria 
· Fernández · González · Guardeño · Hailemichael · Johnston · Leitão · López · Murguialday · Nicolau · Prades ·Schlegel · Silva · Sorarrain · Diaz (stagiair) · Ibañez (stagiair)